# Synhymeniida
Ordre
Synonymes
- Nassulopsida
- Nassulopsina
- Scaphidiodontida
- Scaphidiodontina
- Synhymen[i]ina

Les Synhymeniida (ou Synhymenida) sont un ordre de Ciliés de la classe des Nassophorea.

## Description
Les espèces de l'ordre des Synhymeniida ont une taille petite (< 80 μm) à moyenne (80 à 200 μm). Leur forme est cylindrique. Leur ciliation somatique est typiquement holotriche (c.-à-d. uniforme) avec des cinéties bipolaires. Ils ont une frange hypostomiale ou synhyménium de dikinetides ou de petits polykinetides, s'étendant de la surface postorale droite du corps à la surface dorsale gauche du corps, encerclant presque le corps dans certaines formes. Ils n'ont pas d'atrium prébuccal. Un cyrtos est visible. Ce sont des formes libres dans leur milieu de vie. 

## Distribution
Les espèces de l'ordre des Synhymeniida vivent en eau douce, certaines espèces sont marines, d'autres sont interstitielles (c. à d. vivent entre les grains et les particules des milieux sablonneux). Elles se répartissent dans l'ensemble des mers et océans du globe.

## Liste des familles
Selon GBIF (26 juillet 2023) :
- Orthodonellidae Jankowksi, 1968

Selon Lynn (2008) :
- Nassulopsidae Deroux in Corliss, 1979
- Orthodonellidae Jankowski, 1968
- Scaphidiodontidae Deroux in Corliss, 1979
- Synhymeniidae Jankowski in Small & Lynn, 1985

## Systématique
Le nom valide de ce taxon est Synhymeniida de Puytorac et al., 1974.